# Filološko-kulturološka fakulteta na Dunaju
Filološko-kulturološka fakulteta (nemško Philologisch-Kulturwissenschaftliche Fakultät), s sedežem na Dunaju, je fakulteta, ki je članica Univerze na Dunaju.